# Vít Záhejský
Vít Záhejský (* 10. srpna 2007, Plzeň) je český hokejový útočník hrající za tým Kamloops Blazers v americké juniorské lize WHL.

## Statistiky

### Klubové statistiky
| Sezóna      | Klub                    | Soutěž      |    | Základní část | Základní část | Základní část | Základní část | Základní část |   | Play off | Play off | Play off | Play off | Play off |
| Sezóna      | Klub                    | Soutěž      | Z  | G             | A             | B             | TM            | Z             | G | A        | B        | TM       |          |          |
| 2023/24     | HC Energie Karlovy Vary | ČHL-17      | 5  | 9             | 3             | 12            | 4             | —             | — | —        | —        | —        |          |          |
| 2023/24     | HC Energie Karlovy Vary | ČHL-20      | 42 | 19            | 20            | 39            | 22            | 7             | 2 | 5        | 7        | 6        |          |          |
| 2023/24     | HC Energie Karlovy Vary | ČHL         | 2  | 0             | 0             | 0             | 0             | —             | — | —        | —        | —        |          |          |
| ČHL celkově | ČHL celkově             | ČHL celkově | 2  | 0             | 0             | 0             | 0             | —             | — | —        | —        | —        |          |          |

### Reprezentace
| Rok                       | Tým                       | Soutěž                    | Z | G | A | B | TM |
| ------------------------- | ------------------------- | ------------------------- | - | - | - | - | -- |
| 2024                      | Česko 18                  | HG-18                     | 5 | 3 | 4 | 7 | 0  |
| Juniorská kariéra celkově | Juniorská kariéra celkově | Juniorská kariéra celkově | 5 | 3 | 4 | 7 | 0  |